# أرفو تومينين
أرفو تومينين (5 سبتمبر 1894 - 27 مايو 1981) كان ثوريًا شيوعيًا فنلنديًا، وفيما بعد صحفي اجتماعي ديمقراطي وسياسي ومؤلف. أطلق على تومينين لقب «بويكا» (بالفنلندية: Poika)‏ في عام 1920 بسبب مظهره الصبياني. حيث بويكا تعني «الصبي» بالفنلندية.

## البداية
ولد تومينين في عام 1894 في كوتيلا (جزء من هامينكيرو) لعائلة نجار ريفي. في عام 1912 انتقل إلى تامبيري ليصبح متدربًا في النجارة وسرعان ما انضم إلى الحزب الديمقراطي الاجتماعي الفنلندي. خلال الحرب الأهلية الفنلندية في أوائل عام 1918، انحاز تومينين إلى الحرس الأحمر الفنلندي وقام بتحرير صحيفة «مجلة الشعب» (بالفنلندية: Kansan lehti)‏، وهي صحيفة ديمقراطية اجتماعية راديكالية في تامبيري. تم القبض عليه لفترة وجيزة عندما استولى الحرس الأبيض على المدينة في أبريل، لكن سرعان ما أطلق سراحه. بعد هزيمة الحرس الأحمر في مايو 1918، هرب العديد من قادة الحزب الديمقراطي الاجتماعي الراديكالي الفنلندي إلى روسيا، حيث انفصلوا عن التيار الرئيسي للحزب الاشتراكي الديمقراطي الفنلندي وأسسوا الحزب الشيوعي الفنلندي في بتروغراد في أغسطس - سبتمبر 1918.

## الحزب الشيوعي الفنلندي
أصبح تومينين مؤيدا لفصيل أوتو فيلي كوسينن داخل الحزب. في عام 1921 سافر إلى بتروغراد، حيث نجح أتباع كوسينن، بدعم من قيادة الكومنترن، في تحدي أنصار كولرفو مانر في مؤتمر الحزب التالي. تم انتخاب تومينين في اللجنة المركزية للحزب وتم تعيينه مسؤولاً عن مكتبه الفنلندي. عاد إلى فنلندا، حيث قُبض عليه في 26 يناير 1922، وسُجن بعد ذلك لنشره إعلانًا يحث العمال الفنلنديين على القتال في الجانب السوفيتي أثناء الصراع السوفياتي الفنلندي على كاريليا. أطلق سراحه من معتقل تاميساري في ربيع عام 1926 وانتخب سكرتيرًا لاتحاد نقابات العمال الفنلندي. تم القبض عليه مرة أخرى في أبريل 1928 بسبب استمراره في التواصل مع الاتحاد السوفيتي والحزب الشيوعي المحظور.
في أواخر عام 1932، تم الإفراج المشروط عن تومينين وتلقى رسالة من كوسينن، الذي كان وقتها أحد أمناء الكومنترن، يحثه على الانتقال إلى الاتحاد السوفيتي. ذهب تومينين سرًا إلى السويد ثم، في أبريل 1933، إلى الاتحاد السوفيتي، حيث انتقل إلى شقة كوسينن. حصل على دورة مكثفة في مدرسة لينين الدولية وعُين أمينًا عامًا للحزب الشيوعي الفنلندي، وأصبح أيضًا عضوًا في رئاسة اللجنة التنفيذية للكومنترن.

## التطهير الكبير
شهد تومينين عملية التطهير الكبرى بشكل مباشر حتى تمكن من مغادرة موسكو إلى ستوكهولم في أوائل عام 1938. في 13 نوفمبر 1939، أُمر بالعودة إلى موسكو. ادعى كوسينن في وقت لاحق أنه تم استدعاؤه ليصبح رئيس الحكومة الشيوعية لجمهورية فنلندا الديمقراطية، والتي خطط ستالين لتنصيبها في فنلندا. ومع ذلك، وفقًا لتومينين، رفض الانصياع للأمر، وانفصل عن الاتحاد السوفيتي وأمر الحزب الشيوعي الفنلندي بعدم مساعدة الجيش الأحمر خلال حرب الشتاء والقتال من أجل فنلندا بدلاً من ذلك.
كشف بحث أجراه المؤرخ الفنلندي كيمو رنتولا عن قصة مختلفة إلى حد ما. عندما بدأت حرب الشتاء، كان تومينين متحمسًا في البداية للحرب متوقعًا نصرًا سوفييتيًا سريعًا. ومع ذلك، مع توقف التقدم السوفيتي وتجمع الرأي العام الدولي لدعم فنلندا، بدأت شكوك تومينين. حيث بدأ في تجنب الاتصال بموسكو وأرسل تحسسه إلى الاشتراكيين الديمقراطيين الفنلنديين. فقط بعد نهاية حرب الشتاء اتخذ تومينين خطوة قطع علاقاته مع الاتحاد السوفيتي وبدأ في كتابة كتيبات مناهضة للشيوعية، والتي حظيت بدعاية واسعة النطاق في فنلندا. كان تومينين قد ذهب الي السويد، واستغرق الأمر بعض الوقت لموسكو لمعرفة ما حدث. داخل الحركة الشيوعية الفنلندية، أصبح تومينين يُعرف فيما بعد بالخائن النهائي.
بقي تومينين في السويد حتى عام 1956، عندما عاد إلى فنلندا ونشر ثلاثة مجلدات من المذكرات تعد الأكثر مبيعًا في 1956-1958. كان للمجلد الثاني على وجه الخصوص، («أجراس الكرملين») (بالفنلندية: Kremlin kellot)‏ لة تأثير كبير في فنلندا، حيث كان وصفًا نقديًا ونظرة داخلية للاتحاد السوفيتي تحت حكم ستالين، كتبه شيوعي فنلندي بارز سابق التقى كل من لينين وستالين. انضم تومينين إلى الحزب الديمقراطي الاجتماعي، وقام بتحرير في جريدته مجلة الشعب في تامبيري لمدة خمس سنوات وأصبح عضوًا في البرلمان لفترة واحدة (1958-1962). نشر أربعة كتب أخرى بين عامي 1970 و 1976، واستمر في موضوع مناهضة الشيوعية.

## وفاته
توفي تومينين في تامبيري عام 1981. حيث كان آخر عضو سابق على قيد الحياة في رئاسة الكومنترن.

## روابط خارجية
- البرلمان الفنلندي أرفو تومينين